# Rheinsheim
Rheinsheim ist ein Stadtteil von Philippsburg im Landkreis Karlsruhe in Baden-Württemberg.
Der am 1. Oktober 1974 eingemeindete Stadtteil hat heute ungefähr 3000 Einwohner. Rheinsheim grenzt unmittelbar an die Stadt Germersheim in Rheinland-Pfalz, Huttenheim (Philippsburg) und die Stadt Philippsburg.

## Geschichte

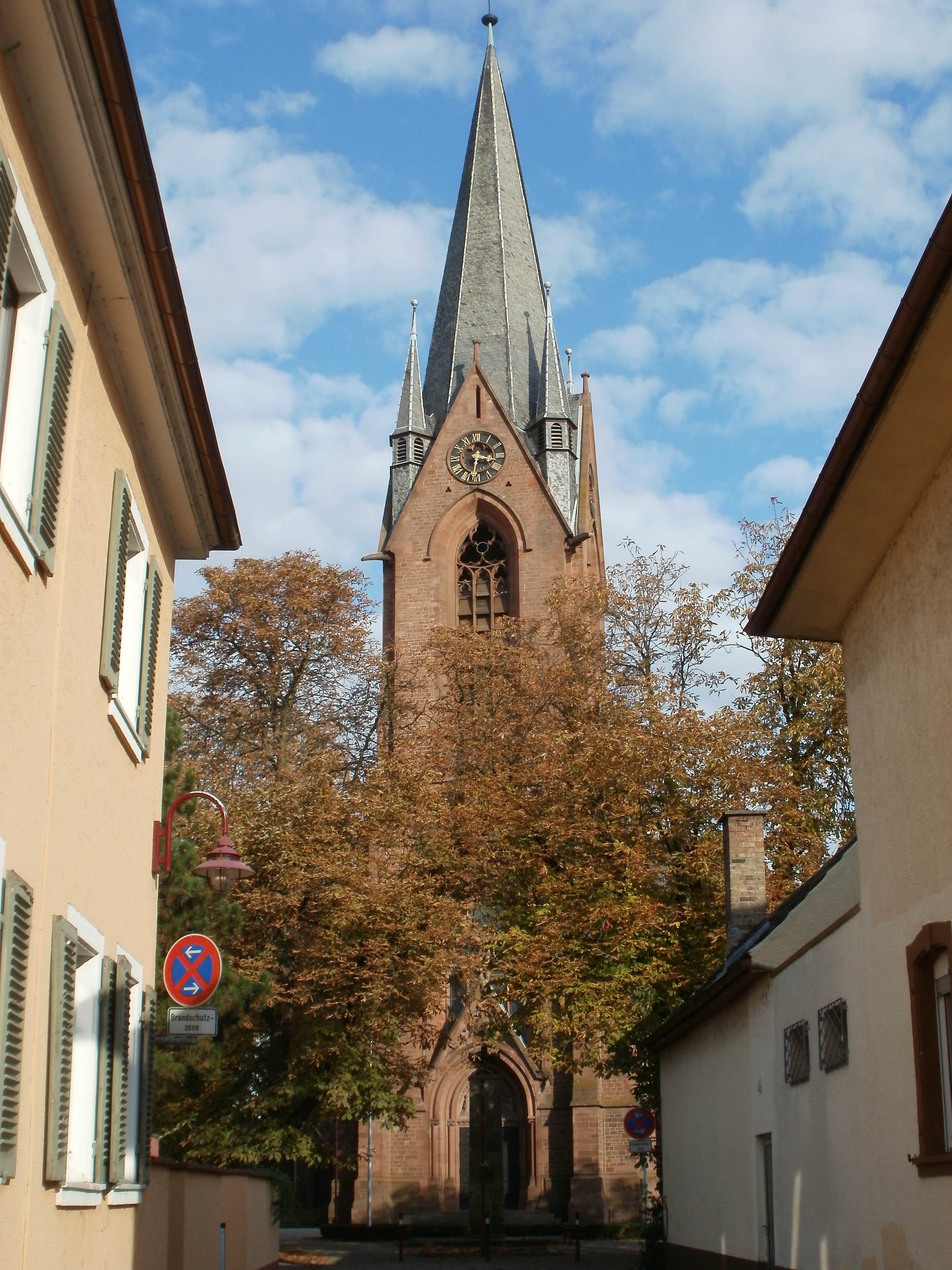
Vituskirche

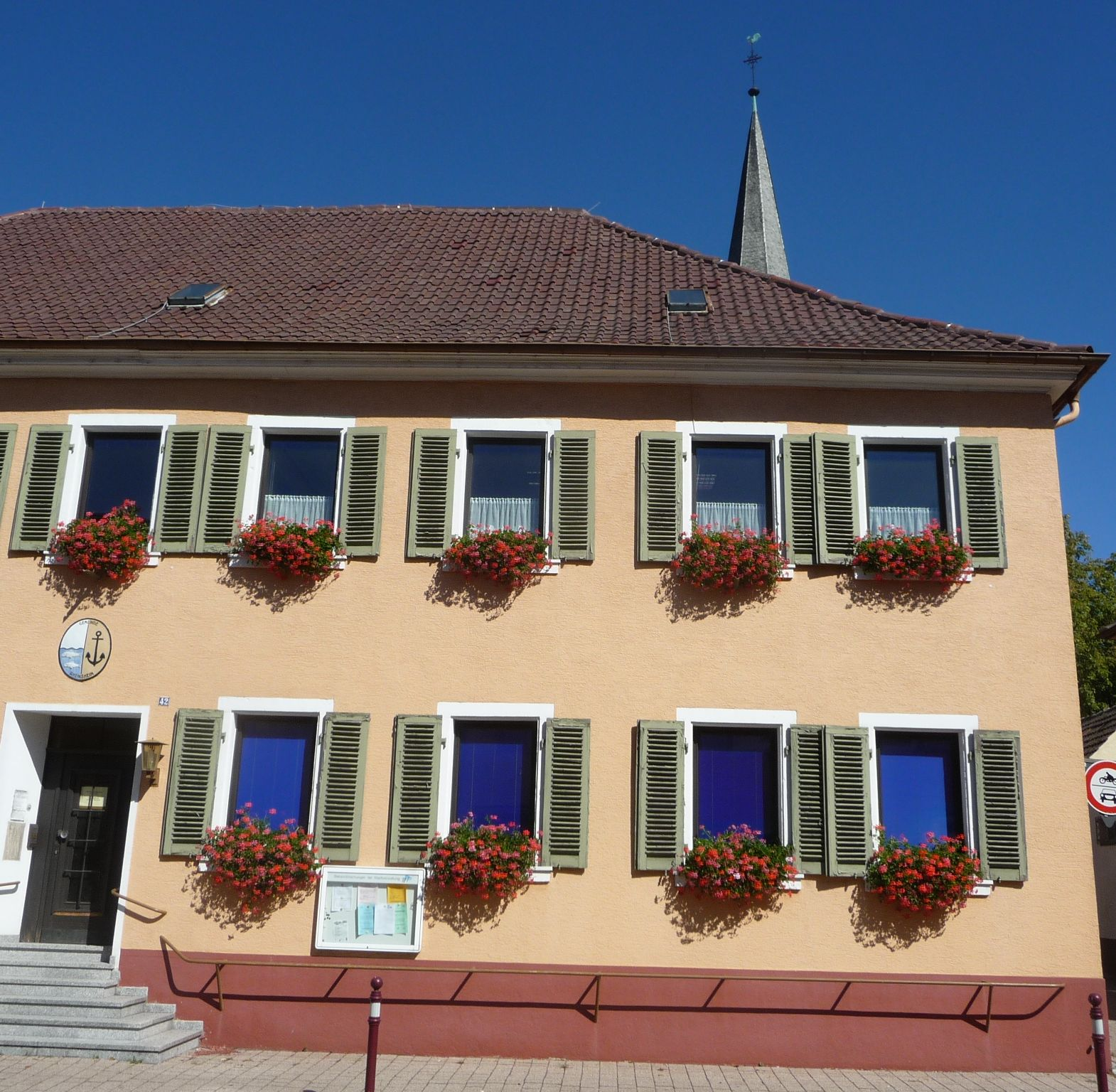
Altes Rathaus

Funde auf der Gemarkung des heutigen Rheinsheim belegen, dass das Gebiet schon in der Jungsteinzeit und in der Bronzezeit besiedelt war. Daneben wurden auch zwei römische Hausaltäre, sowie fränkische Reihengräber mit Grabbeigaben gefunden, was zeigt, dass der günstig gelegene Platz am Rhein schon früh von Bedeutung gewesen sein muss.
783 wurde Rheinsheim erstmals als Reginesheim anlässlich einer Schenkung an das Kloster Lorsch in einer Urkunde des Lorscher Codex erwähnt.
Schon ab dem 12. Jahrhundert ist die Entwicklung Rheinsheims eng mit Udenheim/Philippsburg verbunden. Zu Beginn noch mit Privilegien durch die Nähe zur fürstbischöflichen Residenz Udenheim beschenkt, musste die Bevölkerung während der Festungszeit sehr viel Leid und Elend erleben. Eine normale Entwicklung des Gemeinwesens war aufgrund der fast zwei Jahrhunderte dauernden Kriege, Belagerungen und Repressionen fast unmöglich. Die Situation wurde erst wieder besser, als Philippsburg an Baden überging und der Hochstift aufgelöst wurde. In späteren Jahren wurde Rheinsheim immer wieder von verheerenden Hochwasserkatastrophen heimgesucht, welche das ganze Dorf unter Wasser setzten. Doch das Wasser stellte gleichzeitig schon immer die Lebensgrundlage der Rheinsheimer dar, weshalb es sogar im Wappen verewigt wurde, in Form eines Ankers und Fischen.
Die Rheinfähre hat über die Jahrhunderte hinweg ebenfalls eine wichtige Rolle gespielt. Urkundlich erwähnt wurde sie bereits im Jahre 1191 und sie existierte bis 1960. An genau dieser Stelle erfolgte am 31. März 1945 auch der Rheinübergang der 1. Französischen Armee. Während des Zweiten Weltkrieges wurden viele Gebäude zerstört, die anschließend mit großer Anstrengung wieder errichtet wurden. Bis zur baden-württembergischen Kreisreform am 1. Januar 1973 gehörte Rheinsheim zum Landkreis Bruchsal. Die Eingemeindung in die Stadt Philippsburg erfolgte am 1. Oktober 1974.

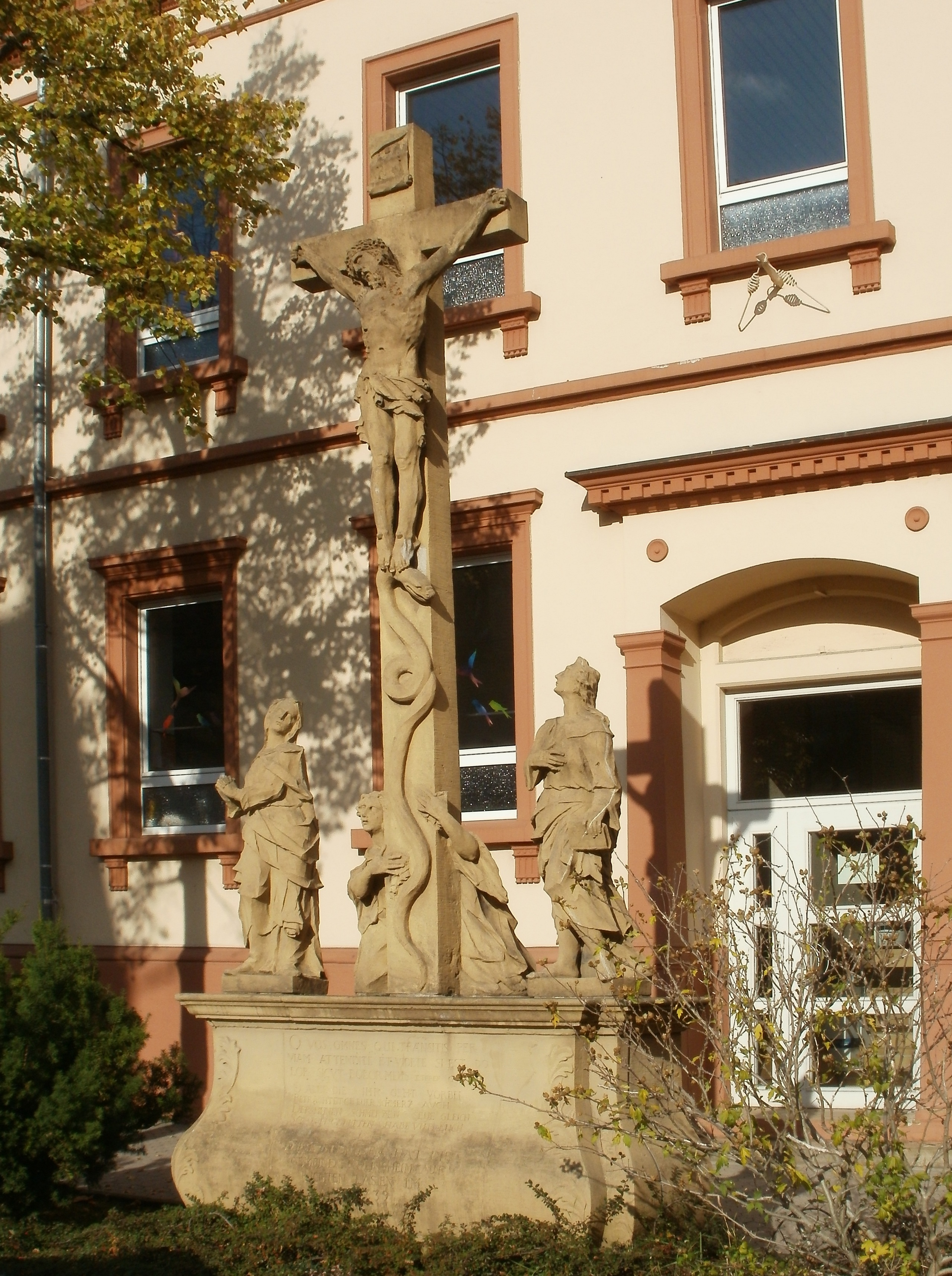
Kreuzigungsgruppe
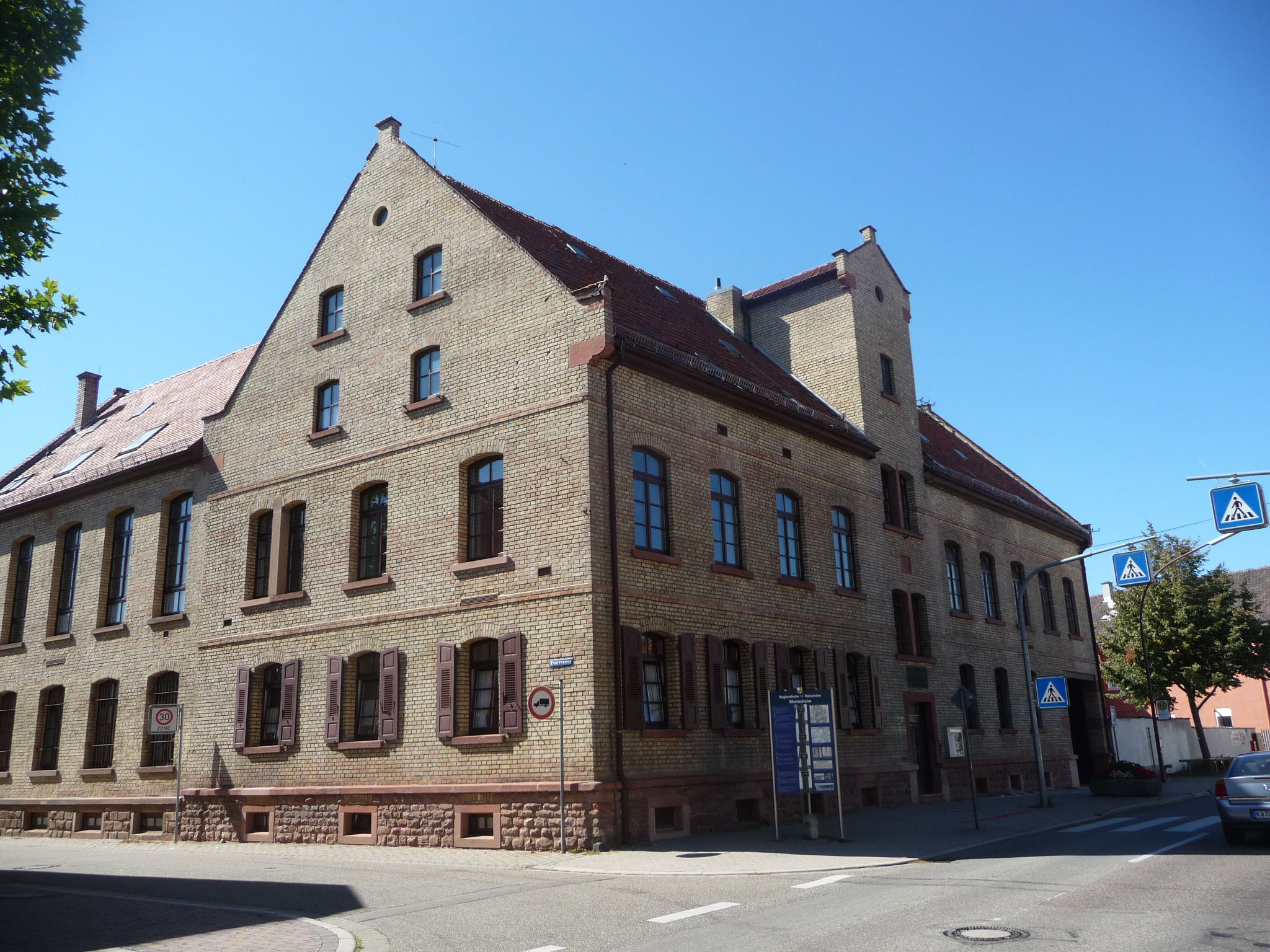
Historisches Gebäude
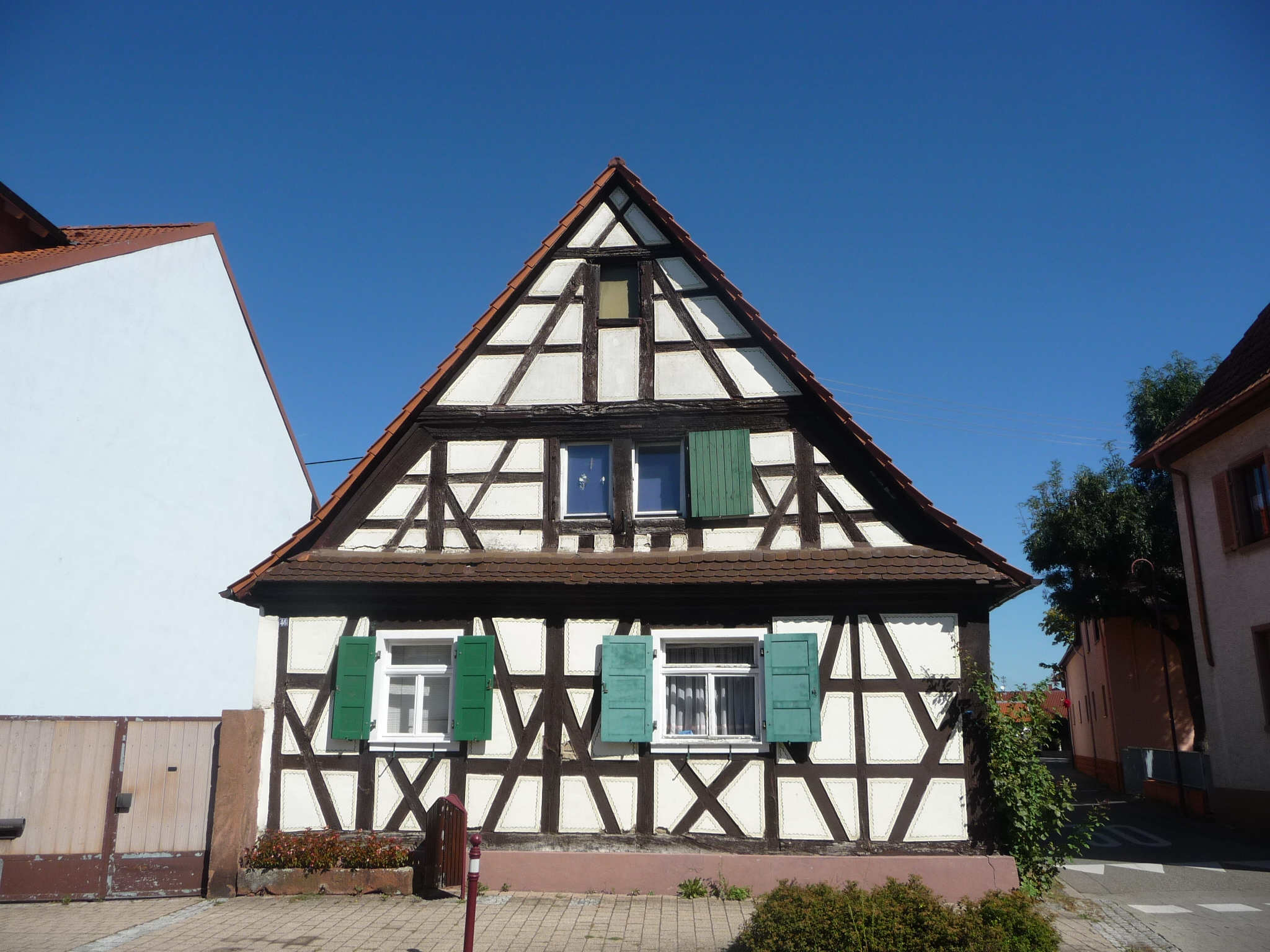
Fachwerkhaus
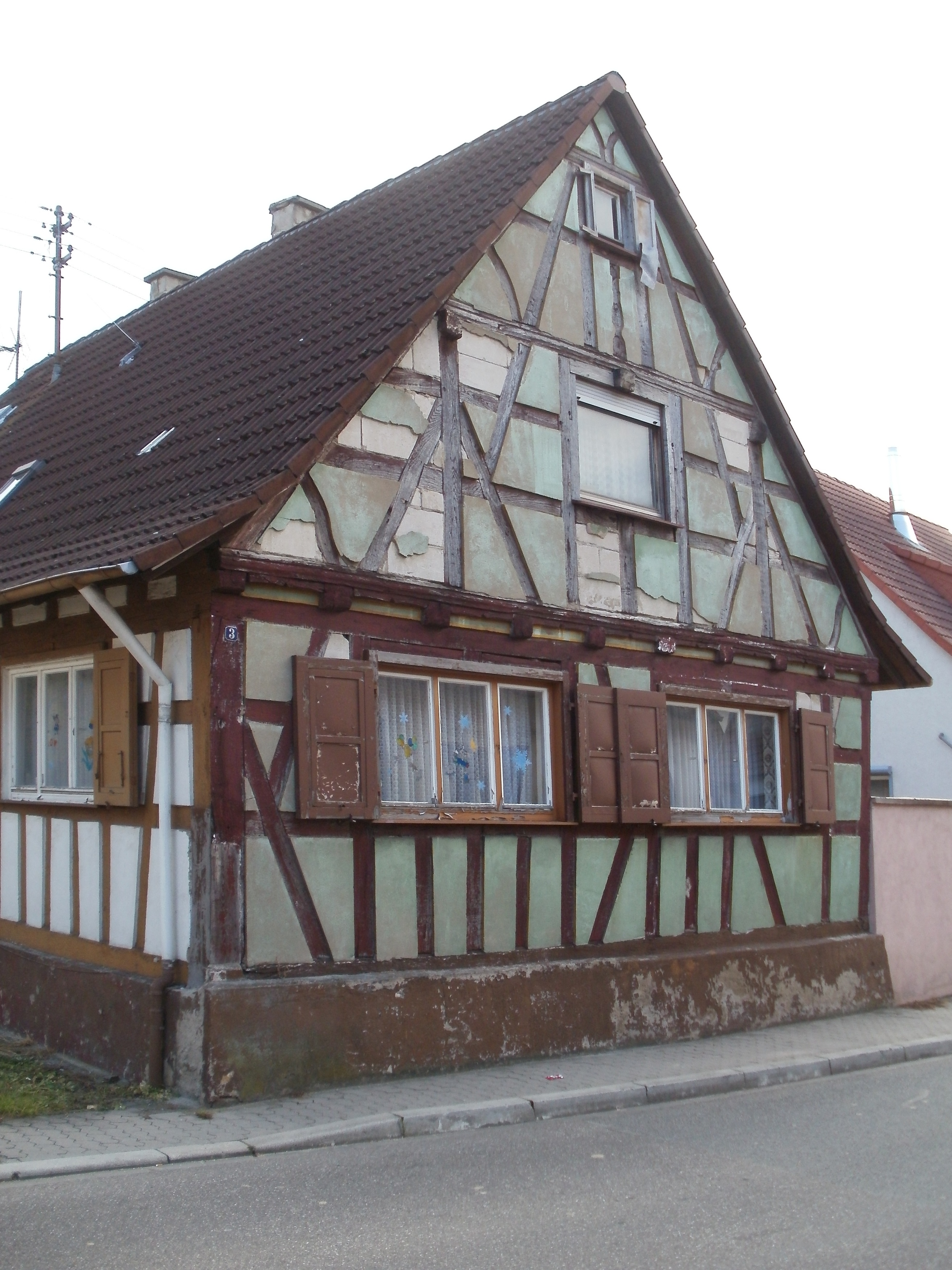
Fachwerkhaus Germersheimer Straße 3

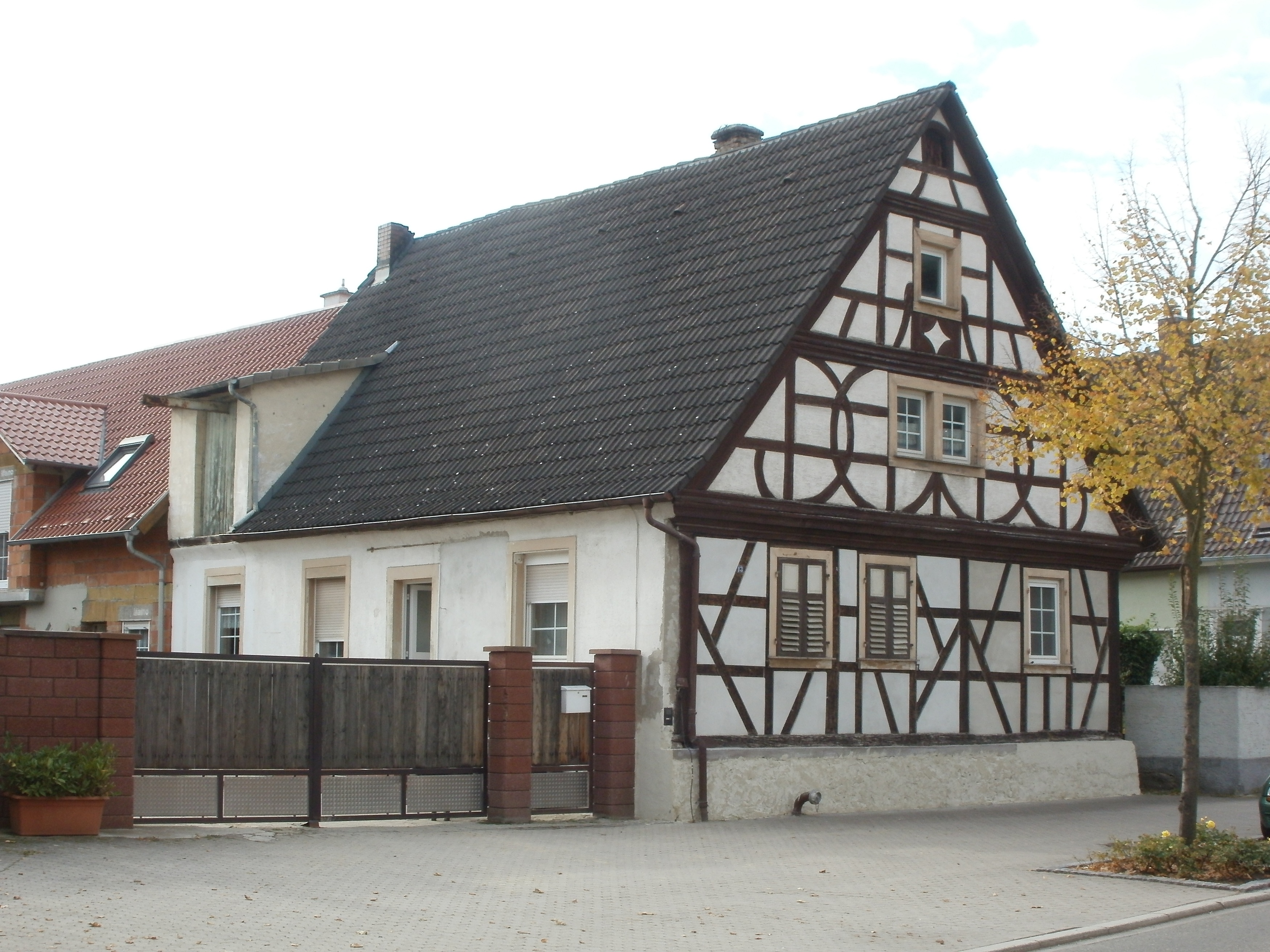
Fachwerkhaus Hauptstraße 13
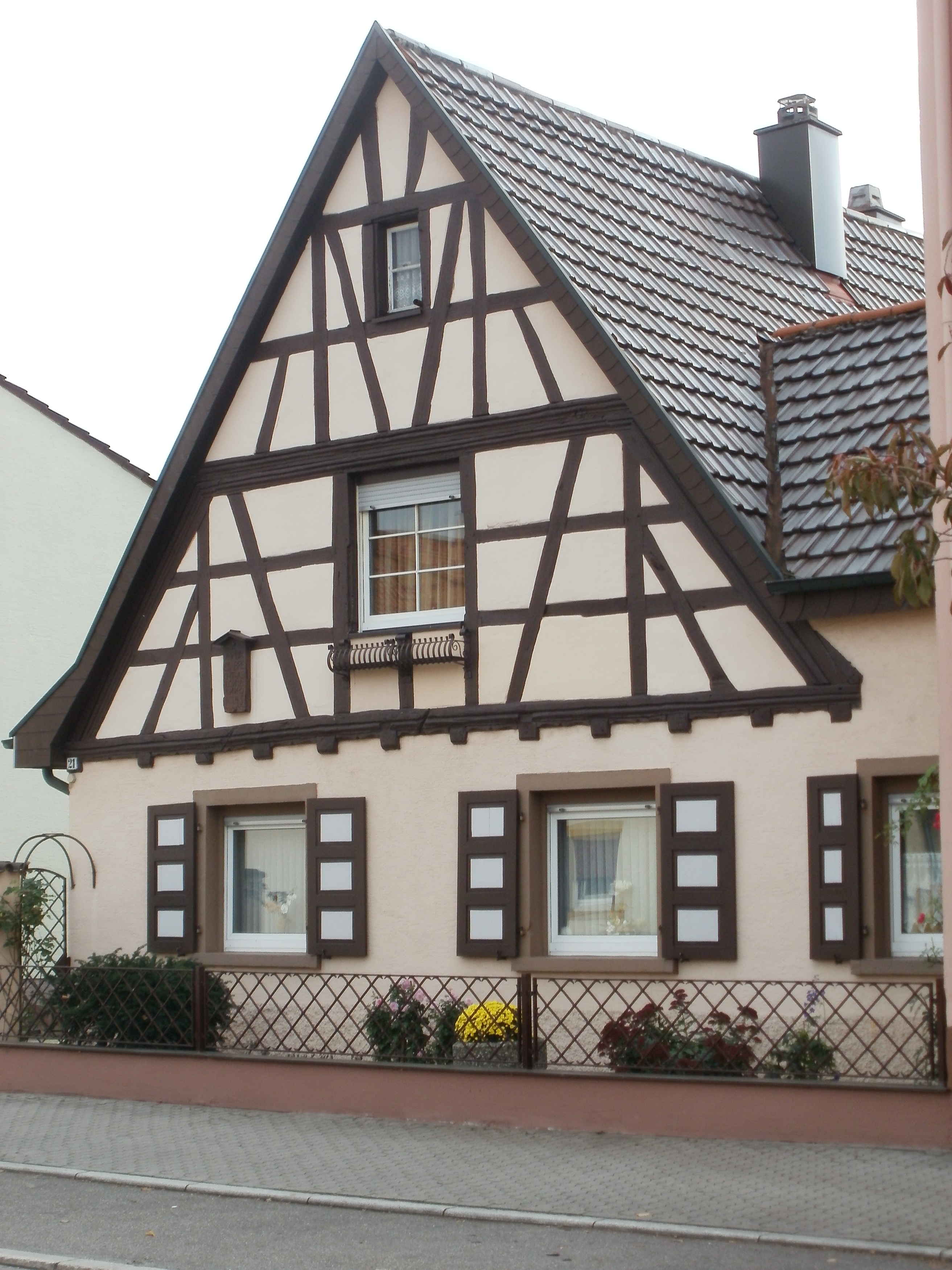
Fachwerkhaus Hauptstraße 21
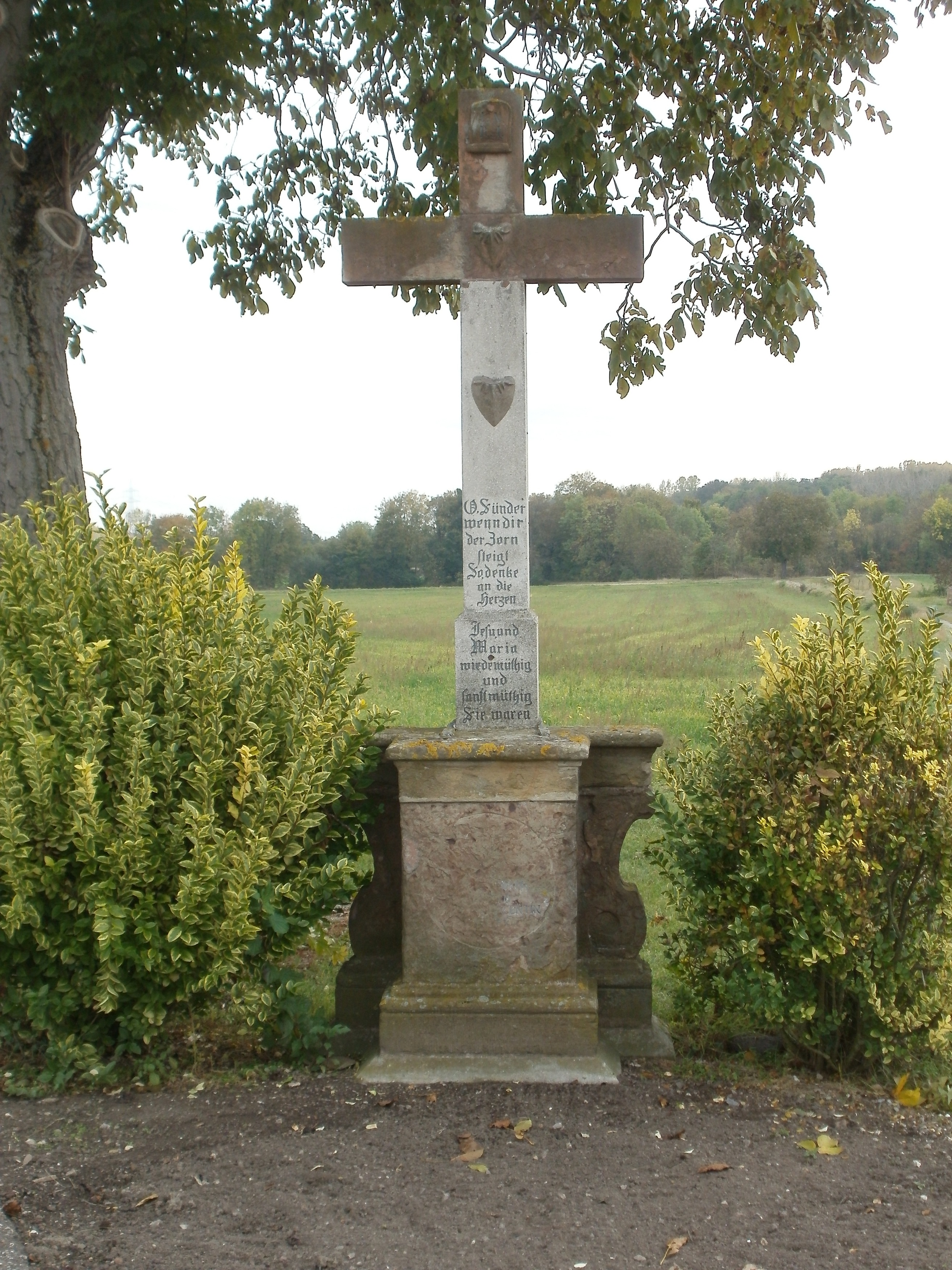
Wegkreuz in der Huttenheimer Straße

## Verkehr

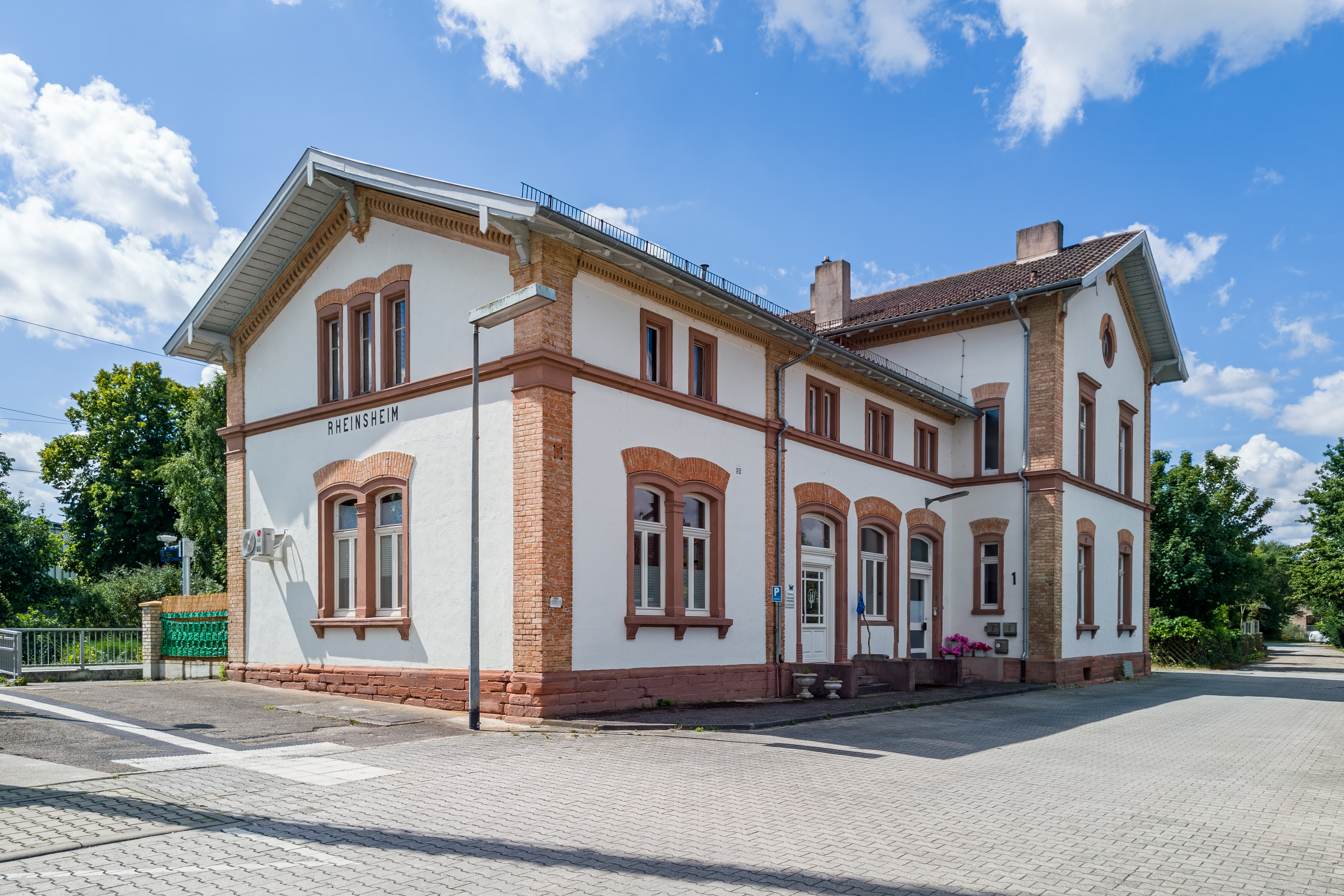
Bahnhof Rheinsheim

Durch die Bruhrainbahn (Bruchsal–Germersheim) ist Rheinsheim an das überregionale Schienennetz angebunden. Geplant ist, die aus Karlsruhe kommende Hardtbahn über Hochstetten hinaus über Rheinsheim bis Philippsburg zu verlängern. Durch die B 35 (Illingen–Germersheim) ist Rheinsheim an den Straßenfernverkehr angeschlossen. Ferner ist auch Speyer sehr schnell zu erreichen, da die B35 direkt nach der Rheinbrücke bei Germersheim in die zweispurige B9 Richtung Speyer mündet.

## Ortschaftsrat
Die Ortschaftsratswahl vom 26. Mai 2019 brachte folgendes Ergebnis:
| Partei        | Prozentzahl/Sitze |
| ------------- | ----------------- |
| CDU:          | 32,92 % – 3 Sitze |
| SPD:          | 54,43 % – 4 Sitze |
| Freie Wähler: | 12,65 % – 1 Sitz  |

Die Ortschaftsratswahl vom 9. Juni 2024 brachte folgendes Ergebnis:
| Partei        | Prozentzahl/Sitze |
| ------------- | ----------------- |
| CDU:          | 26,19 % – 2 Sitze |
| SPD:          | 9,19 % – 1 Sitz   |
| Freie Wähler: | 9,48 % – 1 Sitz   |
| LDP:          | 55,14 % – 4 Sitze |

## Persönlichkeiten

### Ehrenbürger
- Oskar Frey (* 1893; † 1958), Pfarrer